# Dasychirana
Dasychirana is een geslacht van vlinders van de familie spinneruilen (Erebidae), uit de onderfamilie Lymantriinae.

## Soorten
- D. crenulata Bethune-Baker, 1911
- D. obliqualinea Bethune-Baker, 1911
- D. unilineata Bethune-Baker, 1911